# بیتوویک
بیتوویک (به صربی: Bitovik) یک کوه در صربستان است که در Southwestern Serbia واقع شده‌است. بیتوویک ۱٬۳۷۱ متر بالاتر از سطح دریا واقع شده‌است.